# Вест Јорк (Пенсилванија)
Вест Јорк (енгл. West York) град је у америчкој савезној држави Пенсилванија.

## Демографија
По попису из 2010. године број становника је 4.617, што је 296 (6,9%) становника више него 2000. године.
| Група             | 2000.         | 2010.         |
| Белци             | 3.993 (92,4%) | 3.615 (78,3%) |
| Афроамериканци    | 121 (2,8%)    | 392 (8,5%)    |
| Азијати           | 7 (0,2%)      | 37 (0,8%)     |
| Хиспаноамериканци | 128 (3,0%)    | 419 (9,1%)    |
| Укупно            | 4.321         | 4.617         |